# 이다혜 (치어리더)
이다혜(李多慧, 1999년 8월 4일~)는 대한민국의 치어리더이다.

## 생애 초반
이다혜는 전북특별자치도 전주시 출신으로 어린 시절에 벨리댄스를 배우면서 춤에 관심을 갖게 되었다. 7세부터 15세까지 태권도를 배우고 검은띠 4단을 땄다. 학창 시절에는 전주시에서 결성된 연합 댄스 동아리인 스테어에서 활동했고 전라북도에서 열린 무용 콩쿠르에 참가하여 1위를 차지하기도 했다. 2019년에는 동아오츠카에서 주최한 오란씨 모델 선발 대회에 참가하여 뷰티피플상을 수상했다.
중학교 때부터 전북 현대 모터스의 팬이었고 전북 현대 모터스 치어리더를 꿈꾸며 2023년에 전북 현대 모터스 기자로 활동했다. 한국관광대학교에서 관광중국어과에 재학하던 시절에는 정시 모집 홍보 영상의 주인공으로 발탁되었고 기아 타이거즈 치어리더가 된 뒤에도 학교 홍보 영상 제작을 도왔다.

## 경력

### 대한민국에서의 활동
이다혜는 20세 시절에 가족과 함께 광주기아챔피언스필드에 처음으로 야구 경기를 관람하다가 치어리더를 보고 관심을 갖게 되었지만 아버지는 치어리더 가입을 반대했다고 한다. 2019년 5월 25일에 KBO 리그 KIA 타이거즈 소속 치어리더로 데뷔하여 데뷔 때부터 대한민국의 야구 팬들로부터 관심을 받았다. 그 뒤 모델, 예능 프로그램 출연 등 치어리더 이외의 활동도 병행했다. 2020년에는 한국관광공사 명예대사로 선정되었다. 이다혜가 치어리더로 활동했을 때에 처음으로 받은 등번호는 39번이었는데 당시 담당자가 선택했고 이후 자신이 선택한 등번호는 21번이었다. 이다혜는 자신이 21세에 치어리딩을 시작했다고 생각해 21번을 선택했다고 밝혔다.
야구 시즌이 끝난 뒤에도 이다혜는 청주 KB 스타즈(한국여자프로농구), 대구 한국가스공사 페가수스(한국프로농구) 수원 한국전력 빅스톰(프로 배구 V-리그 남자부), 수원 현대건설 힐스테이트(프로 배구 V-리그 여자부) 소속 치어리더로 활동했으며 2022년 10월 6일을 기해 대한민국에서의 치어리더 활동을 중단했다. 그러다가 2023년 3월 16일에 경기도 수원에서 열린 현대건설 힐스테이트의 V-리그 여자부 경기에서 치어리더 공연을 선보였다.

### 대만에서의 활동
이다혜는 2023년 3월 17일에 대만의 프로 야구 리그인 중화 직업봉구 대연맹의 라쿠텐 몽키스 소속 치어리더 모임인 라쿠텐 걸스에 합류했다. 이다혜는 등번호 82번을 선택했는데 자신이 태어난 대한민국의 국제전화 번호가 +82이기 때문에 자신을 기억해주면 대만 팬들에게 즐거움을 줄 수 있을 것이라고 밝혔다. 같은 해 4월 14일에 대만에서 처음 등단한 이후에 많은 관심과 주목을 받았으며 뛰어난 춤 솜씨, 달콤한 외모, 친화적인 매력으로 인하여 "치어리더의 천장"으로 불리기도 했다. 그의 인스타그램 계정 팔로잉 수는 라쿠텐 몽키스 치어리더 영입 확정 이후에 66만 명에서 88만 명으로 늘어났고 같은 해 6월에는 100만 명을 돌파했다. 이다혜의 인기와 인지도 상승과 함께 대만에서는 그를 지면 및 영상 광고, 홍보 영상에 섭외했다. 이 같은 이다혜 돌풍은 구단들도 이다혜의 성공 경험을 모방하려 했고 대만에서는 대한민국 출신 치어리더들이 더 많이 유입됐다. 이다혜는 2023년 7월 29일과 7월 30일에 열린 2023 대만 정품 중화 직업봉구 스타 대항전에 참여했다.
라쿠텐 몽키스와 웨이취안 드래건스는 2024년 3월 22일에 공동 공식 성명을 내고 이다혜가 라쿠텐 걸스를 떠나 웨이취안 드래건스 소속 치어리더 모임인 드래건 뷰티에 합류한다고 밝혔다. 이다혜가 2024년 3월 30일에 발표한 솔로 1집 음반 《Hush》에는 노래 〈Hush〉와 〈Nevertheless〉가 수록돼 있다. 2024년 4월 4일에 이다혜가 타이베이에서 가진 2차례의 단독 팬미팅인 '허쉬! 이다혜 팬미팅'은 라쿠텐 걸스 소속 치어리더인 란란(籃籃)이 진행을 맡았다. 이다혜는 팬미팅에서 신곡과 히트 댄스 공연 외에 대만의 음악 그룹 831의 중국어 노래인 《보고 싶고 보고 싶고 보고 싶고》를 라이브로 불렀다. 이다혜의 부모도 그의 공연을 보기 위해 대한민국에서 왔다.
2024년 7월 17일에는 이은호 주타이베이 대한민국 대표가 1993년 주타이베이 대한민국 대표부 출범 이후 처음으로 이다혜를 명예 홍보 대사로 공식 임명했다. 이다혜는 2024년 8월 30일에 대만 취업 골드 카드를 취득했다.

## 활동 경력

### 야구 치어리더
- 2019년 5월 25일 ~ 2022년 10월 13일: 대한민국 KBO 리그 KIA 타이거즈 치어리더
- 2023년 3월 17일 ~ 2024년 3월 22일: 대만 중화 직업봉구 대연맹 라쿠텐 몽키스 치어리더
- 2024년 3월 22일 ~ 현재: 대만 중화 직업봉구 대연맹] 웨이취안 드래건스 치어리더

### 농구 치어리더
- 2019년 ~ 2022년: 한국여자프로농구 청주 KB 스타즈 치어리더
- 2021년 ~ 2022년: 한국프로농구 대구 한국가스공사 페가수스 치어리더

### 배구 치어리더
- 2019년 ~ 2022년: 대한민국 프로 배구 V-리그 남자부 수원 한국전력 빅스톰 치어리더
- 2019년 ~ 2021년: 대한민국 프로 배구 V-리그 여자부 수원 현대건설 힐스테이트 치어리더

### 음악 작품
- 2023년 10월 7일 노래 〈Ready go〉 (라쿠텐 걸스 소속 치어리더들과 함께 제작함)
- 2024년 3월 30일 노래 〈Hush〉 (싱글 음반 《Hush》에 수록됨)
- 2024년 4월 2일 노래 〈Neverthelessgo〉 (싱글 음반 《Hush》에 수록됨)

## 사진 모음

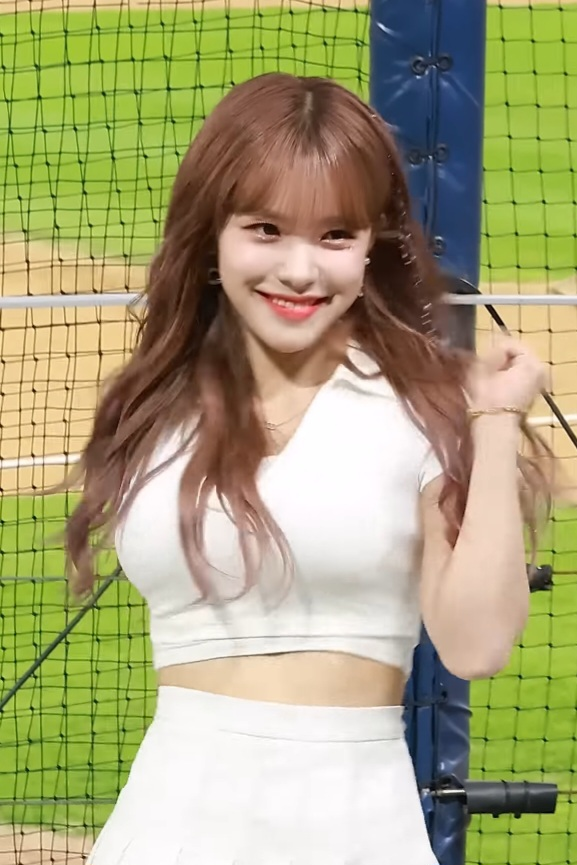
이다혜가 KIA 타이거즈 소속 치어리더로 활동하던 모습 (2022년 촬영)
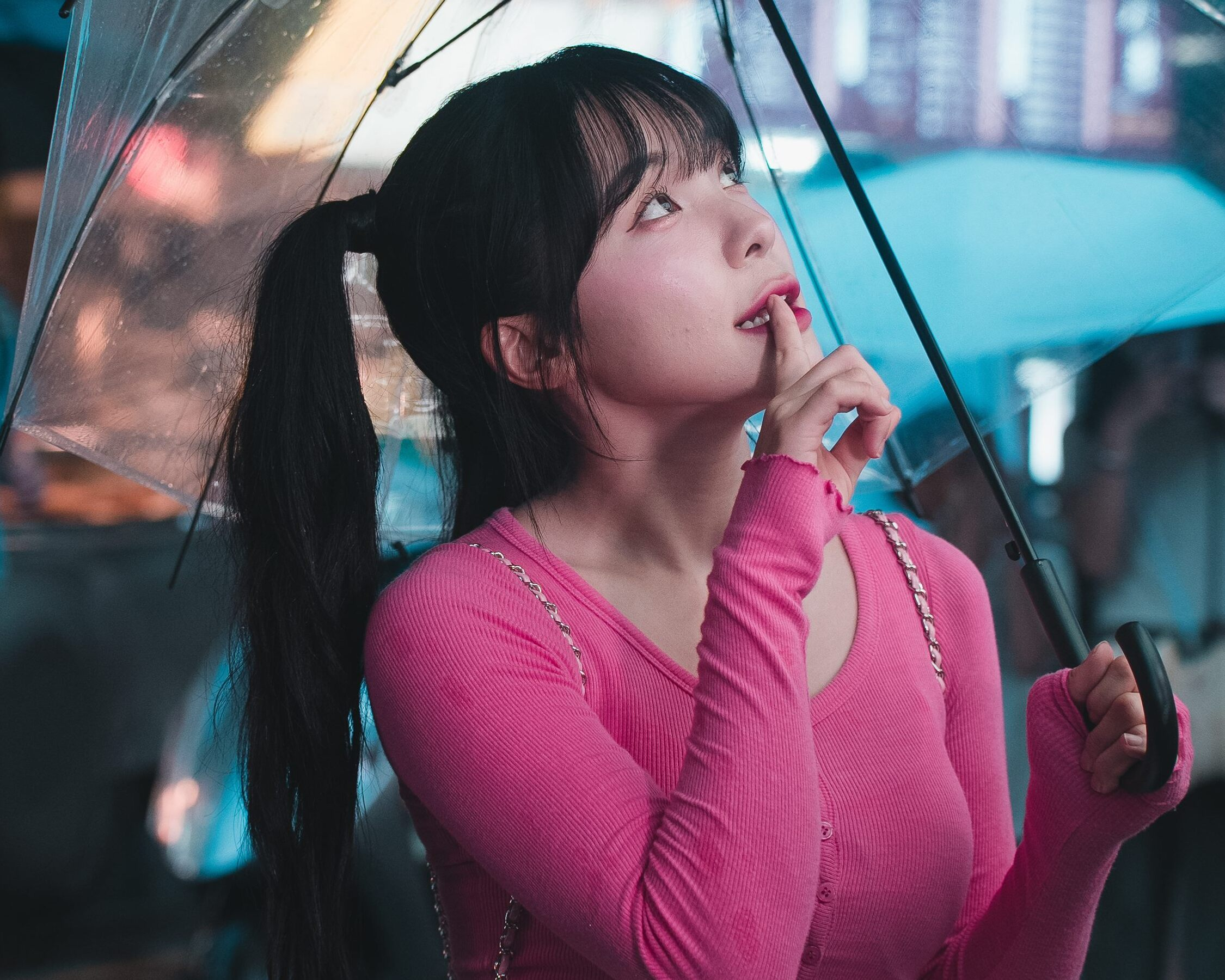
2024년에 대만 타이베이에 위치한 난지창 야시장을 방문한 치어리더 이다혜